# Henrik Hovland

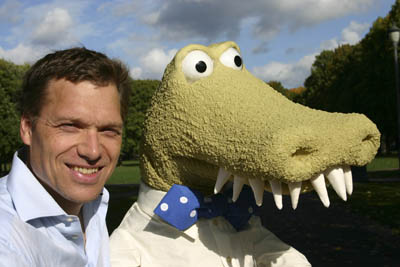
Hovland tillsammans med sin barnboksfigur Johannes Jensen

Henrik Hovland, född 6 juli 1965 i Drammen, är en norsk författare och journalist. Han debuterade 1989 med novellsamlingen Hvit mann och gav ut romanen Amputasjon 2001. Båda dessa kretsar kring erfarenheten av krig. Amputasjon blev ett genombrott i Norge och väckte debatt när den sågades av Dagbladets litteraturkritiker Øystein Rottem, som dömde ut den som krigsförhärligande.
Hovland rapporterade för Dagbladet från Irakkriget. Han har även arbetat som krigsreporter på Balkan och i Centralamerika.
Utöver sina böcker för vuxna har Hovland skrivit barnboken Glefs illustrerad av Tone Kristin Lileng samt en serie på tre barnböcker illustrerade av Torill Kove.

## Utgivet
- Hvit mann (noveller, 1989)
- På hemmelige stier (artiklar, Cappelen, 1996)
- Amputasjon (roman, Cappelen, 2001)
- Irak – en reise i krig (sakprosa, Cappelen, 2003)
- Johannes Jensen føler seg annerledes (bilderbok, Cappelen, 2003)
- Glefs (bilderbok, Cappelen, 2004)
- Johannes Jensen og kjærligheten (bilderbok, Cappelen, 2005)
- Johannes Jensen opplever et mirakel (bilderbok, Cappelen Damm, 2009)